# Rodinné vztahy
Rodinné vztahy jsou český dramatický televizní seriál, premiérově vysílaný v roce 2018 na TV Barrandov. Dosud vzniklo patnáct dílů ve dvou řadách. Tento cyklus zabývající se vztahy v různých rodinách natočili režiséři Jiří Bláha a Tomáš Magnusek. Filmování jednoho dílu trvá dva dny a hraje v něm pět až šest herců. K známým jménům patří Jan Šťastný, Martin Dejdar, Michaela Kuklová, Zdeněk Podhůrský, Hana Ševčíková, Igor Bareš, Libuše Švormová, Jan Čenský, Dana Morávková, Václav Knop, Daniel Rous, Miriam Chytilová či Andrea Elsnerová.

## Příběh
Seriál je tvořen samostatnými, nenavazujícími a uzavřenými díly s různými postavami. Každá epizoda rozplétá běžné problémy obyčejných rodin.